# Nico Berghuijs
Nicolaas (Nico) Berghuijs (Amersfoort, 31 mei 1916 - Buren, 19 april 2003) was een Nederlandse landmachtgeneraal en bestuurder.

## Levensloop
Nico Berghuijs werd geboren in een officierenfamilie. Veel familieleden wisten het tot een opperofficier te brengen. Na de lagere en middelbare school in achtereenvolgens Amersfoort, Breda en Vlissingen te hebben gehad, volgde hij in de periode 1935-36 lessen op de school voor Reserve Officieren infanterie en in de periode 1936-38 de opleiding tot officier aan de Koninklijke Militaire Academie (KMA), allebei gelegerd in Breda.
Na zijn KMA tijd werd hij als Tweede-luitenant in Amersfoort gelegerd. Het jaar daarna werd Fort Asperen zijn plaats, waar hij in mei 1940 het commando voerde. Op 10 mei 1942 deed hij een vergeefse poging naar de geallieerden te vluchten via Marcq-en-Barœul bij Rijsel, omdat de gids niet kwam. Twee dagen na die mislukte poging meldde hij zich aan bij de bezetter en werd via Kamp Langwasser-Neurenberg (Oflag XIII-A) en Kamp Stanislau (Stalag 371) afgevoerd als krijgsgevangene in Kamp Neubrandenburg (Oflag-67). Op 28 april 1945 werd hij bevrijd uit dat kamp.
In september 1946 ging hij naar Nederlands-Indië, waar hij een staffunctie bekleedde en later zou hij als Compagnie-commandant der Grenadiers deelnemen aan een van de eerste politionele acties.
Twee jaar later werd Berghuijs teruggeroepen naar Nederland en was betrokken bij de heroprichting van de KMA en was commandant van de erecompagnie Grenadiers bij de inhuldiging van koningin Juliana. De jaren die daarna volgde, ging Berghuijs naar de Hogere Krijgsschool te Wassenaar; daarna kwam zijn loopbaan in een stroomversnelling. Zo had hij een functie bij de Europese Defensiegemeenschap te Parijs, Commandant van het bataljon Limburgse Jagers, van 1969 tot 1971 Plaatsvervangend Chef Generale Staf, tevens Plaatsvervangend Bevelhebber der Landstrijdkrachten (CGS-BLS) en werd op 1 mei 1971 benoemd tot Opperofficier Personeel Koninklijke Landmacht.
In 1979 werd hij benoemd tot adjudant in buitengewone dienst van H.M. de Koningin.

## Aftreden en bestuurlijke functies
In juli 1973 vroeg Berghuijs ontslag aan per 1 september van dat jaar, als gevolg van de Generaalsruzie. Hij kon zich niet vereenzelvigen met het optreden van de Landmachttop en verliet daarmee de actieve dienst. Maar ondanks zijn opstappen, werd er niet aan zijn integriteit en competentie getwijfeld. In maart 1975 nam hij zitting in de Staatscommissie van advies personeelsvoorziening voor de Krijgsmacht (Commissie Mommersteeg). Verder had Berghuijs ook nog bestuursfuncties bij het Legermuseum te Delft en bij de Stichting Handhaving Traditiën Garderegimenten Grenadiers en Jagers. 
Verder vervulde Berghuijs ook functies als vicevoorzitter van de VVV Buren, lid Oranjevereniging 'Oranje en Buren', het Boerenwagenmuseum te Buren en was als Kerkvoogd actief betrokken bij de restauratie van de Sint-Lambertuskerk, ook in Buren.

## Persoonlijk en overlijden
Berghuijs trouwde in Oisterwijk op 11 juni 1946 en kreeg drie kinderen. Nico Berghuijs overleed op 86-jarige leeftijd in Buren

## Onderscheidingen en medailles
Berghuijs werd in zijn militaire loopbaan meerdere malen onderscheiden:
- Ridder in de Orde van de Nederlandse Leeuw
- Officier in de Orde van Oranje-Nassau Orde van Oranje-Nassau met zwaarden
- Oorlogsherinneringskruis met 1 gesp
- Ereteken voor Orde en Vrede met 3 gespen
- Officierskruis, cijfer XXX
- Inhuldigingsmedaille 1948
- Kruis voor betoonde marsvaardigheid
- Medaille van Verdienste van het Nederlandse Rode Kruis
- Kruis van de Koninklijke Vereniging van Nederlandse Reserve-Officieren voor de Militaire Prestatietocht